# Методистичка црква у Врбасу
Методистичка црква се налази на граници између Новог и Старог Врбаса. Саграђена је 1921. године а освештана је и отпочела са радом 1922. године.
Методистичка црква на територији Бачке почела је да делује на прелазу из 19. у 20. век. Иако број методиста у Врбасу није био велик, утицај ове црквене заједнице није био занемарљив.
Први проповедник у Врбас, Роберт Мелер, је дошао из Беча. Најпре су се верници окупљали по приватним кућама где су одржавали своја богослужења и библијске подуке. Из Врбаса се проповеднички рад ширио на околна места.
План о градњи цркве је усвојен 1910. године али реализацију плана је осујетио Први светски рат. Црква је сазидана тек 1921. за време свештеника Хајнриха Мана.
Изглед цркве је специфичан по томе што има два по висини неједнака торња, што је било типично за  америчку архиктектуру тог времена.
Након Другог светског рата ова црквена заједница је скоро остала без верника. Објекат је дуго времена био запуштен. Методистичка црква у Врбасу је обновљена 2005. године